# Gruň
Gruň (řidčeji Grúň) je rozsáhlý horský hřeben v části Moravskoslezských Beskyd nazývaných Zadní hory. Za jeho okraje se obecně považuje lokalita Kotoščina nedaleko Bílého Kříže a vrchol Příslop. Na hřebeni se mezi vrcholy Janikula a Kozlena rozkládá osada Gruň, která spadá pod Staré Hamry.

## Historie

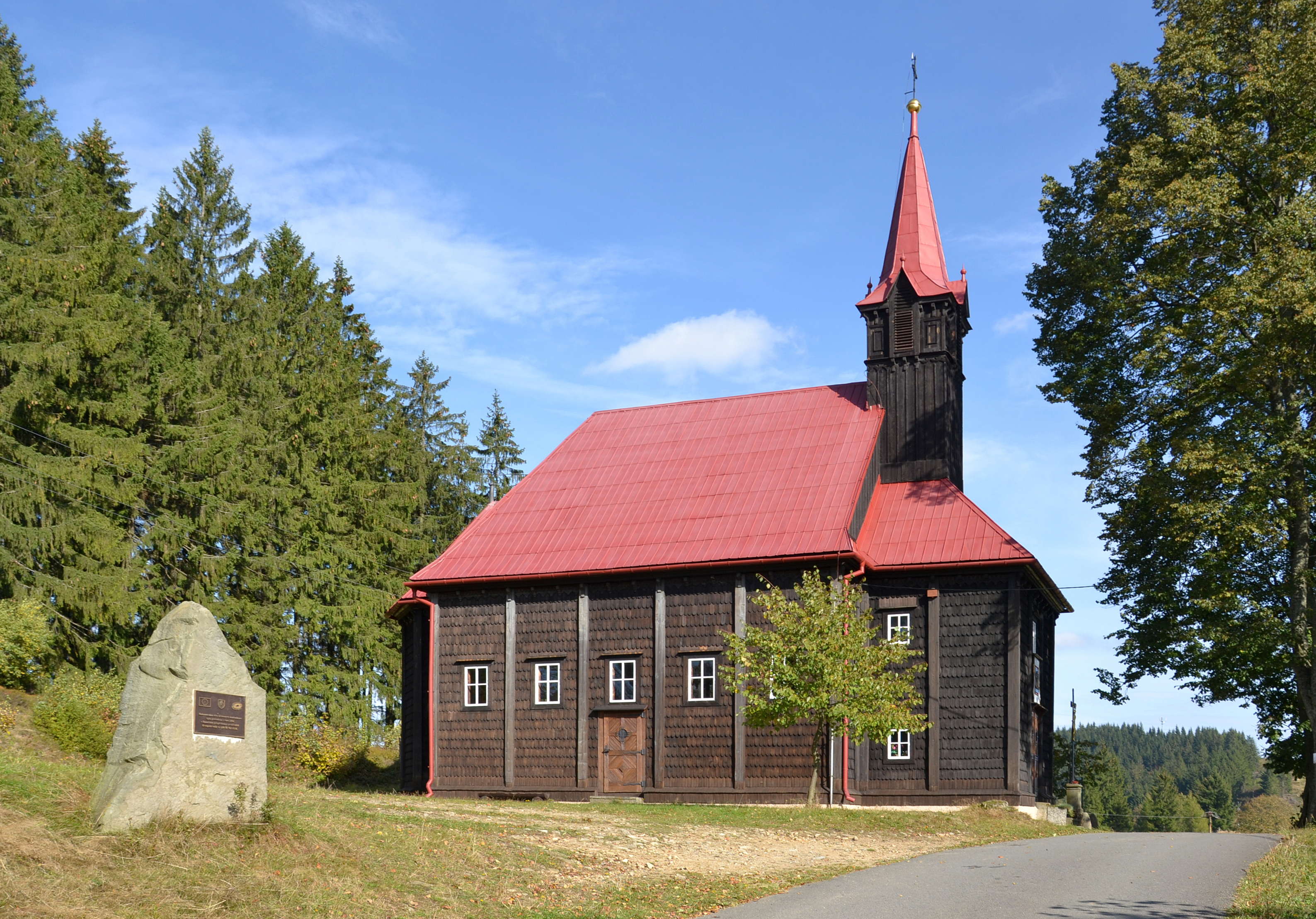
Dřevěný kostel Panny Marie Pomocné

Název Gruň pochází ze stejnojmenného valašského a lašského slova označujícího horský hřeben odlesněný pro potřeby salašnictví a přeměněný na rozsáhlé pastviny, tzv. valašské louky. V širším sousedství Gruně se nachází i několik dalších méně výrazných gruňů, zejména Mazácký grúnik na Lysé hoře.
Salašnictví bylo hlavní obživou obyvatel osady Gruň a dodnes se po celé délce hřbetu zachovaly rozptýlené dřevěné chalupy, původně salaše. Největší počet obyvatel měla tato osada za Protektorátu, pak se velká část obyvatel odstěhovala do vysídlených Sudet, část luk byla zalesněna a některé salaše byly přeměněny na turistické chaty (Švarná Hanka, Charbulák). Tradice chovu ovcí na Gruni nicméně stále pokračuje, jejím specifikem je plemenný chov vzácné ovce valašské.
Roku 1773 dal místní salašník-pasekář Šimon Tomeček zhotovit sochu Panny Marie, u které byla roku 1847 postavena kaple Panny Marie Pomocné. Roku 1887-1891 byla tesařským mistrem Stanislavem Pětrošem z Frýdku provedena přestavba kaple do současné podoby dřevěného kostelíka. V neděli předcházející 24. květnu se zde koná pouť.
Děti žijící na Gruni chodily do školy na Borovou v Malenovicích. Pro velkou vzdálenost a neschůdnost cest však do školy nechodily, a tak byla roku 1852 založena na Gruni škola.
Gruň byl v létě každoročně navštěvován básníkem Petrem Bezručem.

## Turistika
Hřeben je přístupný po turistické trase tvořené z větší části úzkou asfaltovou silnicí sloužící k dopravě místním usedlíkům. V oblasti je lanovka, několik vleků a řada lyžařských tras. Nedaleko Hotelu Charbulák je odstavné parkoviště, v obdobích od podzimu do května obvykle automobily dostupné pouze se zimní výbavou.
- Pásové značení – žlutá, z mostu ve Starých Hamrech (autobusová zastávka, parkoviště) na Bílý kříž, hlavní hřebenová trasa
- Pásové značení – zelená, nad kostelem ve Starých Hamrech (autobusová zastávka, parkoviště) k Ústí Poledňany, převážně údolím Stýskatonka a Poledňana
- Pásové značení – zelená, od Visalají na Krásné (autobusová zastávka, parkoviště) na Smrkoviny nedaleko Švarné Hanky
- Pásové značení – modrá, od rozc. Stará Hamry - Černá (autobusová zastávka) na vrch Janikula
- Pásové značení – modrá, z Konečné na Bílé (státní hranice, autobusová zastávka, parkoviště) na Švarnou Hanku
- Neznačená – asfaltová, od ústí Vilčoku pod Švarnou Hanku